# Municipio de Mill Creek (condado de Polk)
El municipio de Mill Creek (en inglés: Mill Creek Township) es un municipio ubicado en el condado de Polk en el estado estadounidense de Arkansas. En el año 2010 tenía una población de 231 habitantes y una densidad poblacional de 4,18 personas por km².

## Geografía
El municipio de Mill Creek se encuentra ubicado en las coordenadas 34°33′22″N 93°57′45″O / 34.55611, -93.96250. Según la Oficina del Censo de los Estados Unidos, el municipio tiene una superficie total de 55.29 km², de la cual 54,62 km² corresponden a tierra firme y (1,21 %) 0,67 km² es agua.

## Demografía
Según el censo de 2010, había 231 personas residiendo en el municipio de Mill Creek. La densidad de población era de 4,18 hab./km². De los 231 habitantes, el municipio de Mill Creek estaba compuesto por el 91,77 % blancos, el 3,03 % eran afroamericanos, el 0,87 % eran amerindios, el 2,6 % eran asiáticos, el 0,43 % eran de otras razas y el 1,3 % eran de una mezcla de razas. Del total de la población el 3,46 % eran hispanos o latinos de cualquier raza.